# 维尔日妮·德庞特
维尔日妮·德庞特（法語：Virginie Despentes，發音：[viʁʒini depɑ̃t]；1969年6月13日—），法国女作家、记者、制片人，激进女权主义者，其作品特别关注边缘化的青年人群，以大胆的色情和暴力描写著称。

## 著作

### 小说
- 1994年：Baise-moi（《肏我》），Florent Massot，ISBN 978-2290308790
- 1996年：Les Chiennes savantes（《女学狗》）[2], Florent Massot，ISBN 978-2290045800
- 1998年：Les Jolies Choses（《好看的东西》）, Grasset，ISBN 978-2290350126
- 2002年：Teen Spirit（《少年精神》）, Grasset，ISBN 978-2290329870
- 2002年：Trois étoiles（《三颗星》），ISBN 978-2290036105
- 2004年：Bye Bye Blondie（《别了，金发妞》）, Grasset，ISBN 978-2253112440
- 2010年：Apocalypse Bébé（《末日宝贝》）, Grasset，ISBN 978-2253159711
- 2015年：Vernon Subutex, 1（《韦尔农·舒必泰》1）, Grasset，ISBN 978-2-246-71351-7
- 2015年：Vernon Subutex, 2（《韦尔农·舒必泰》2）, Grasset，ISBN 978-2-246-85736-5
- 2017年：Vernon Subutex, 3（《韦尔农·舒必泰》3）, Grasset，ISBN 978-2-246-86126-3

## 荣誉和奖项

### 文学奖项
- 花神奖（法语：Prix de Flore）：1998年，Les Jolies Choses
- 圣瓦伦丁文学奖（法语：Prix littéraire Saint-Valentin）：1999年，Les Jolies Choses
- 维里洛奖（法语：Prix Virilo）：2010年，Apocalypse bébé
- 勒诺多文学奖：2010年，Apocalypse bébé
- 阿内丝·尼恩奖（法语：Prix Anaïs-Nin）：2015年，Vernon Subutex, 1
- 朗德诺奖（法语：Prix Landerneau）：2015年，Vernon Subutex, 1
- 圆顶餐厅奖（法语：Prix La Coupole）：2015年，Vernon Subutex, 1
- 罗马新闻奖（法语：Prix Roman-News）：2015年，Vernon Subutex, 1
- 多维尔市奖：2016年，Vernon Subutex
- 法国国图文学奖（法语：Prix de la BnF）：2019年，全部作品

### 荣誉
- 费米娜奖评委，2015年[3]
- 龚古尔学院成员：2016年1月5日至今[4]

## 外部連結
- Virginie Despentes在互联网电影资料库（IMDb）上的資料（英文）